# 三方崎村
三方崎村（みかたさきむら）は、かつて新潟県西蒲原郡にあった村。

## 沿革
- 1889年（明治22年）4月1日 - 町村制施行に伴い西蒲原郡三王淵村、灰方村、関崎村が合併し、三方崎村が発足。
- 1901年（明治34年）11月1日 - 西蒲原郡川前村、小中川郷村と合併し、小中川村となり消滅。